# Опашати жаби
Опашатите жаби (Ascaphus) са род земноводни от семейство Leiopelmatidae.
Таксонът е описан за пръв път от норвежкия биолог Леонард Хес Щейнегер през 1899 година.

## Видове
- Ascaphus montanus
- Ascaphus truei